# Artaserse (Metastasio)
Artaserse è un libretto d'opera seria in tre atti di Pietro Metastasio, scritto durante il soggiorno romano dell'autore (fra il 1728 e il 1730).
Il libretto fu musicato per la prima volta da Leonardo Vinci nel 1730 (Roma, Teatro delle Dame), e diventò per il seguito il più fortunato dei testi metastasiani, arrivando ad annoverare oltre novanta traduzioni in musica: autori come Gluck (Milano 1741) e Johann Christian Bach (Torino, 1760) iniziarono con esso le loro carriere e teatri famosi furono con esso inaugurati (Dresda, Stoccarda, Padova).